# Zbyněk Vostřák
Zbyněk Vostřák (ur. 10 czerwca 1920 w Pradze, zm. 4 sierpnia 1985 w Strakonicach) – czeski kompozytor.

## Życiorys
W latach 1939–1943 studiował dyrygenturę u Pavla Dědečka w Konserwatorium Praskim, jednocześnie uczył się prywatnie kompozycji u Rudolfa Karela. W latach 1943–1945 grał na perkusji w orkiestrze radia czechosłowackiego, następnie od 1945 do 1948 roku wykładał w Konserwatorium Praskim. W sezonie 1959/1960 dyrygował orkiestrą opery w Uściu nad Łabą. W 1965 i 1966 roku uczestniczył w Międzynarodowych Letnich Kursach Nowej Muzyki w Darmstadcie. W latach 1963–1972 dyrygował wykonującym muzykę współczesną zespołem Musica Viva Pragensis.

## Twórczość
Początkowo nawiązywał do tradycji czeskiej muzyki romantycznej, koncentrując się przede wszystkim na twórczości scenicznej. Na początku lat 60. XX wieku zwrócił się w stronę awangardy, zaadaptował technikę dodekafoniczną. Tworzył pod wpływem Pierre’a Bouleza, Karlheinza Stockhausena i Johna Cage’a, pisał utwory elektroakustyczne.
Dokończył operę swojego nauczyciela Rudolfa Karela Tři vlasy děda Vševěda.

## Wybrane kompozycje
(na podstawie materiałów źródłowych)

### Utwory orkiestrowe
- Uwertura praska (1941)
- Zrození měsíce na orkiestrę kameralną (1966)
- Kyvadlo času na wiolonczelę, 4 grupy instrumentalne i organy elektryczne (1966–1967)
- Metahudba (1968)
- Tajemství elipsy (1970)
- Parabola na orkiestrę i taśmę (1976–1977)
- Kapesní vesmír na flet, klawesyn i smyczki (1980–1981)
- Katedrála (1982)
- Sinfonia na orkiestrę z chórem (1982)
- Krystaly na rożek angielski, smyczki i perkusję (1983)
- Koncert fortepianowy (1984)

### Utwory kameralne
- Afekty na 7 instrumentów (1963)
- Elementy na kwartet smyczkowy (1964)
- Synchronia na 6 instrumentów (1965)
- Trigonum na skrzypce, obój i fortepian (1965)
- Kosmogonia na kwartet smyczkowy (1968)
- Sextant na kwartet smyczkowy (1969)
- Fair Play na klawesyn i 6 instrumentów (1978)
- IV kwartet smyczkowy (1979)
- Tajemství růže na organy, kwintet dęty blaszany i perkusję (1985)

### Utwory wokalno-instrumentalne
- Tři sonety ze Shakespeara na bas i orkiestrę kameralną (1963)

### Opery
- Rohovín čtverrohý (1947–1948, wyst. Ołomuniec 1949)
- Kutnohorští havíři (1951–1953, wyst. Praga 1955)
- Pražské nokturno (1957–1958, wyst. Uście nad Łabą 1960)
- Rozbitý džbán (1960–1961, wyst. Praga 1963)

### Balety
- Petrklíče (1944–1945)
- Filozofská historie (1949)
- Viktorka (1950)
- Sněhurka (1955)
- Veselí vodníci (1978–1979)

### Utwory elektroakustyczne
- Váhy světla (1967)
- Dvě ohniska (1969)
- Telepatie (1970)
- Síť ticha (1971)
- Azot (1972)
- Jedno ve všem (1973)
- Transformacja II (1974)